# ترینه دورهلم
ترینه دورهُلم (دانمارکی: Trine Dyrholm؛ ‏ زادهٔ ۱۵ آوریل ۱۹۷۲) هنرپیشه، خواننده و ترانه‌سرای اهل کشور دانمارک است.
از فیلم‌هایی که وی در آن نقش داشته‌است، می‌توان به یک رابطه سلطنتی، در یک دنیای بهتر، بزرگترین قهرمانان، من کی هستم و برش اشاره کرد.
در سال ۲۰۱۱ میلادی دیرهولم برندهٔ جایزهٔ بودیل برای بهترین بازیگر زن در در یک دنیای بهتر شد. فیلم یادشده در هشتاد و سومین دوره جوایز اسکار موفق به دریافت جایزه اسکار بهترین فیلم خارجی‌زبان گردید.
در سال ۲۰۱۴ او به عنوان عضو هیئت داوران شصت و چهارمین جشنواره بین‌المللی فیلم برلین انتخاب شد.
دورهلم در شصت و ششمین جشنواره بین‌المللی فیلم برلین برای ایفای نقش آنا در فیلم کمون جایزهٔ خرس نقره‌ای برای بهترین بازیگر زن از آن خود کرد.